# 9399 Pesch
9399 Pesch (1994 ST12) là một tiểu hành tinh vành đai chính được phát hiện ngày 29 tháng 9 năm 1994 bởi Spacewatch ở Kitt Peak.